# 伊洛林
伊洛林是尼日利亞西部夸拉州的首府，2011年人口908,490，是該國最大城市之一。伊洛林政府不斷發展金融、教育、健康、食水、農業和工業，提升居民的生活質素。
伊洛林由約魯巴（Yoruba）成立，約魯巴是1450年時奈及利亞區域三個最大的族群之一。1897年，皇家奈及利亞公司佔領該地首都，其領地於1900年被併入北奈及利亞的英國殖民地，儘管該酋長國繼續履行儀式職能。該城市所深受的伊斯蘭影響力至今保留，儘管由於來自夸拉州其他地區和奈及利亞其他地區的移民，基督教在該城市的大都市地區現已廣泛流行。
伊洛林有一座可容納18,000人的體育場和兩個職業橄欖球隊；Kwara United F.C.與ABS F.C.在奈及利亞國家乙級聯賽Bet9ja排名第二。該市有西非唯一的標準棒球場，該棒球場也舉辦了幾次全國手球比賽。

## 外部連結
- A picture of Ilorin
- Ilorin Emirate （页面存档备份，存于）
- Ilorin Journal of Education

08°30′N 04°33′E / 8.500°N 4.550°E